# Olympia-Stadion (stacja metra)
Olympia-Stadion – stacja metra, w dzielnicy Westend, w okręgu administracyjnym Charlottenburg-Wilmersdorf na linii U2. Stacja została otwarta w 1913. Znajduje się w pobliżu Stadionu Olimpijskiego.